# Masahiko Harada
Masahiko Harada (Kamikawa, 9 mei 1968) is een voormalig Japans schansspringer.

## Carrière
Harada werd tweemaal wereldkampioen in 1993 van de kleine schans en in 1997 van de grote schans. Harada nam vijfmaal deel aan de Olympische Winterspelen en behaalde in 1994 de zilveren medaille in de landenwedstrijd. In 1998 in eigen land veroverde Harada de bronzen medaille vanaf de grote schans en de gouden medaille in de landenwedstrijd.

## Belangrijkste resultaten

### Olympische Winterspelen
| Editie | Plaats         | Resultaten                                            |
| ------ | -------------- | ----------------------------------------------------- |
| 1994   | Albertville    | 14e grote schans 4e grote schans 4e landenwedstrijd   |
| 1994   | Lillehammer    | 55e grote schans · 13e grote schans · landenwedstrijd |
| 1998   | Nagano         | 5e grote schans · grote schans · landenwedstrijd      |
| 2002   | Salt Lake City | 20e kleine schans 20e grote schans 5e landenwedstrijd |
| 2006   | Turijn         | DQ kleine schans                                      |

### Wereldkampioenschappen schansspringen
| Jaar | Plaats        | Resultaten                                                                        |
| ---- | ------------- | --------------------------------------------------------------------------------- |
| 1991 | Val di Fiemme | 15e kleine schans 17e grote schans 11e landenwedstrijd                            |
| 1993 | Falun         | kleine schans · 4e grote schans · 5e landenwedstrijd                              |
| 1995 | Thunder Bay   | 53e kleine schans                                                                 |
| 1997 | Trondheim     | kleine schans · grote schans · landenwedstrijd                                    |
| 1999 | Bischofshofen | kleine schans · 6e grote schans · landenwedstrijd                                 |
| 2001 | Lahti         | 5e kleine schans 4e kleine schans landenwedstrijd 4e grote schans landenwedstrijd |

### Wereldkampioenschappen skivliegen
| Jaar | Plaats    | Resultaten                |
| ---- | --------- | ------------------------- |
| 1988 | Harrachov | 19e individuele wedstrijd |
| 1990 | Vikersund | 30e individuele wedstrijd |

### Klassementen
| Seizoen   | Algm | 4S  |
| --------- | ---- | --- |
| 1986/1987 | 85e  | -   |
| 1989/1900 | 52e  | -   |
| 1991/1992 | 29e  | -   |
| 1992/1993 | 16e  | 4e  |
| 1993/1994 | 15e  | -   |
| 1994/1995 | 59e  | -   |
| 1995/1996 | 5e   | -   |
| 1996/1997 | 29e  | 42e |
| 1997/1998 | 4e   | 10e |
| 1998/1999 | 9e   | 8e  |
| 1999/2000 | 11e  | 6e  |
| 2000/2001 | 26e  | 21e |
| 2001/2002 | 38e  | 38e |